# Sara Ouzande
Sara Ouzande Iturralde (Villaviciosa, 11 de agosto de 1996) es una deportista española que compite en piragüismo en la modalidad de aguas tranquilas.
Ganó dos medallas en el Campeonato Mundial de Piragüismo, en los años 2022 y 2023, y una medalla de plata en el Campeonato Europeo de Piragüismo de 2025.
Participó en los Juegos Olímpicos de París 2024, ocupando el sexto lugar en la prueba de K4 500 m.

## Palmarés internacional
| Campeonato Mundial | Campeonato Mundial       | Campeonato Mundial | Campeonato Mundial |
| Año                | Lugar                    | Medalla            | Competición        |
| ------------------ | ------------------------ | ------------------ | ------------------ |
| 2022               | Halifax (Canadá)         | Medalla de plata   | K2 200 m           |
| 2023               | Duisburgo (Alemania)     | Medalla de bronce  | K4 500 m           |
| Campeonato Europeo |                          |                    |                    |
| Año                | Lugar                    | Medalla            | Competición        |
| 2025               | Račice (República Checa) | Medalla de plata   | K4 500 m           |